# Sada (grad u Jemenu)
Sada (arapski: صعده), ili Sa'da(h), nekoć zvana Karna, je grad na sjeverozapadu Jemena, udaljen je oko 175 km sjevernozapadno od glavnog grada Sane. Grad ima oko 51.870 stanovnika, a leži na 1800 metara nadmorske visine.
Sada je glavni grad jemenske muhafaze (pokrajine) Sade, koja ima 693.217 stanovnika. 

## Povijest grada
U davnoj povijesti grad je bio prvotno sjediše dinastije zejdiskih imama (vjerske i svjetovne vođe Jemena) (860. – 1962.). Prvi utemeljitelj grada Sade, kao sjedišta moći dinastije Zeidi, bio je imam Jahja al-Hadi al-ila Ḥāk I. (vladao je od 893. do 911.). Njegovi nasljednici uspjeli su, ali samo u vrlo kratkom razdoblju proširiti svoju vlast na veći dio istočne Arabije, od Hedžaza (Al-Ḥijāz) do južnog Jemena.
Nakon 17. stoljeća, dinastija Zeidi preselila je svoje sjedište u Sanu (175 km, jugoistočno), time je Sada izgubila na nacionalnoj važnosti, te je postala samo upravno središte sjevernog dijela zemlje. 
U gradu su razvijeni tradicionalni zanati; proizvodnja i obrada kože i obrada proizvoda od kamena.

## Vanjske poveznice
- Enciklopedija Britannica, tekst o Sadi (engl.)